# Lost Continent (film)
The Lost Continent is een Amerikaanse sciencefictionfilm uit 1951. Hoofdrollen werden vertolkt door Cesar Romero en Chick Chandler. De regie werd verzorgd door Sam Newfield.

## Verhaal
Majoor Joe Nolan organiseert een reddingsmissie naar de Stille Zuidzee om een atoomraket op te zoeken die spoorloos is verdwenen. Het vliegtuig van het team stort neer op een afgelegen tropisch eiland.
Op het eiland vindt het team een inheemse bewoner, die hen vertelt dat er iets uit de lucht is gevallen en op het verboden plateau is beland. Dit plateau neemt een groot deel van het eiland in beslag. Het team beklimt het plateau en weet ondanks verschillende obstakels, die enkele crewleden het leven kosten, boven te komen. Eenmaal boven belanden de overgebleven leden van het team in een wereld waarin de tijd stil lijkt te hebben gestaan. Het plateau wordt bewoond door prehistorische plant- en diersoorten waaronder dinosauriërs.
Uiteindelijk overleven slechts twee leden. Zij verlaten het plateau met een cruciaal onderdeel van de raket. Samen met de inheemse ontsnappen ze van het eiland voordat deze geheel vernietigd wordt door een vulkaanuitbarsting.

## Rolverdeling
| Acteur         | Personage           |
| -------------- | ------------------- |
| Cesar Romero   | Maj. Joe Nolan      |
| Hillary Brooke | Marla Stevens       |
| Chick Chandler | Lt. Danny Wilson    |
| John Hoyt      | Michael Rostov      |
| Acquanetta     | Native Girl         |
| Sid Melton     | Sgt. Willie Tatlow  |
| Whit Bissell   | Stanley Briggs      |
| Hugh Beaumont  | Robert Phillips     |
| Murray Alper   | Air Police Sergeant |

## Citaten
- Nolan: "Look at the size of that footprint! I've never seen anything like it before!"
- Philips: "I have. Once...in a museum."

## Achtergrond
Lost Continent werd in amper 11 dagen tijd opgenomen met een laag budget.
De film gebruikt beeldmateriaal uit de film Rocketship X-M. De scène waar de atoomraket wordt gelanceerd is overgenomen uit deze film.
De film werd bespot in de televisieserie "Mystery Science Theater 3000".